# BMW 507
BMW 507 — родстер, выпускавшийся в ФРГ концерном BMW с 1956 по 1959 год. Машина была представлена на Франкфуртском автосалоне в 1955 году. Автомобиль был ответом BMW главному конкуренту Mercedes-Benz и его модели 300SL. Создание машины было доверено молодому дизайнеру Альбрехту фон Гёртцу.

## Двигатель
Двигатель V8 объёмом 3168 см³ был выполнен из алюминия, также как и кузов. Благодаря двум карбюраторам Zenith 32NDIX и увеличенной до 7.8:1 степени сжатия мощность составила 150 л.с. Впервые для BMW спереди  были установлены дисковые тормоза.
Трансмиссия 4-ступенчатая механическая, все передачи синхронизированы. Сцепление сухое однодисковое.

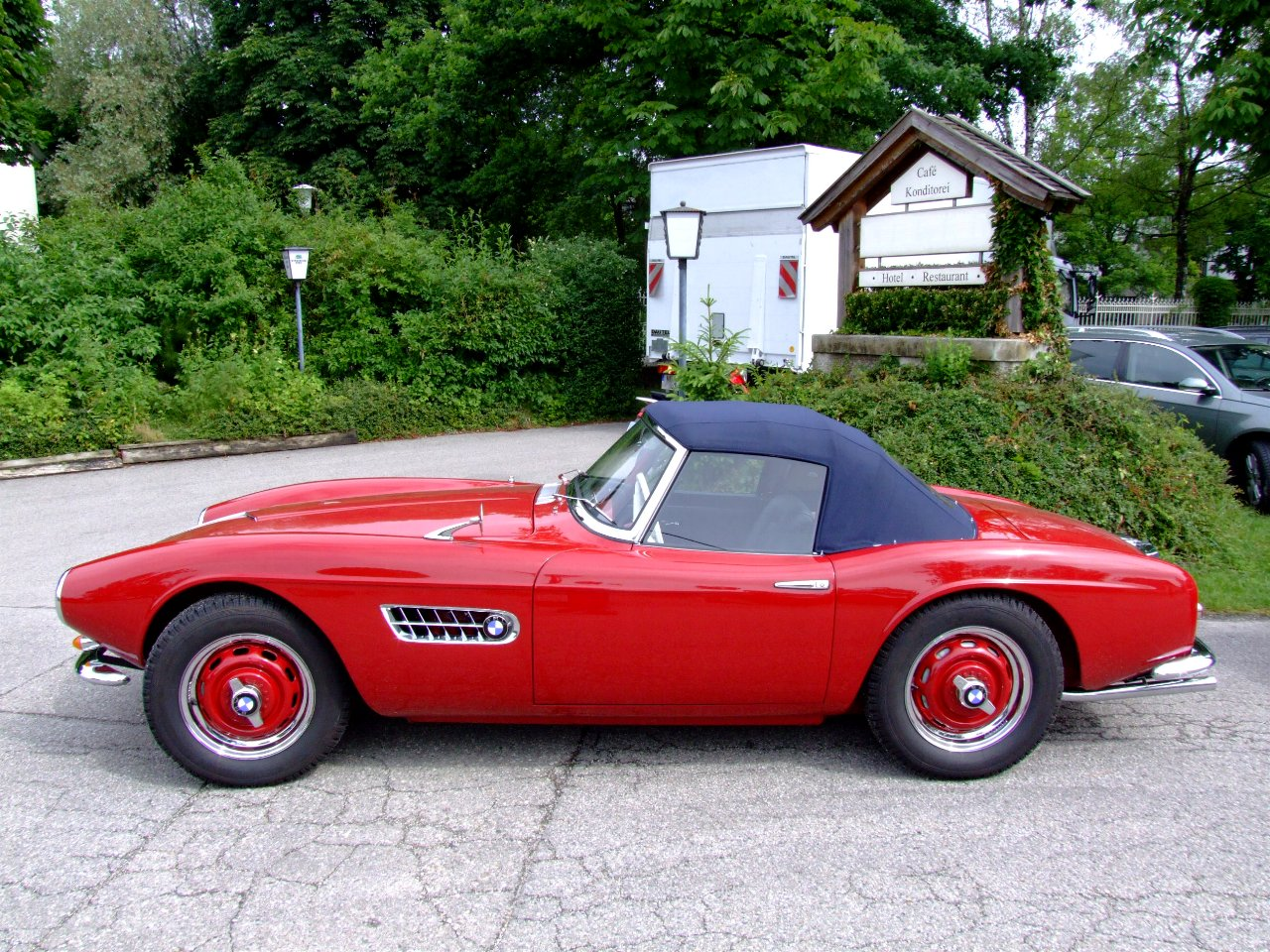
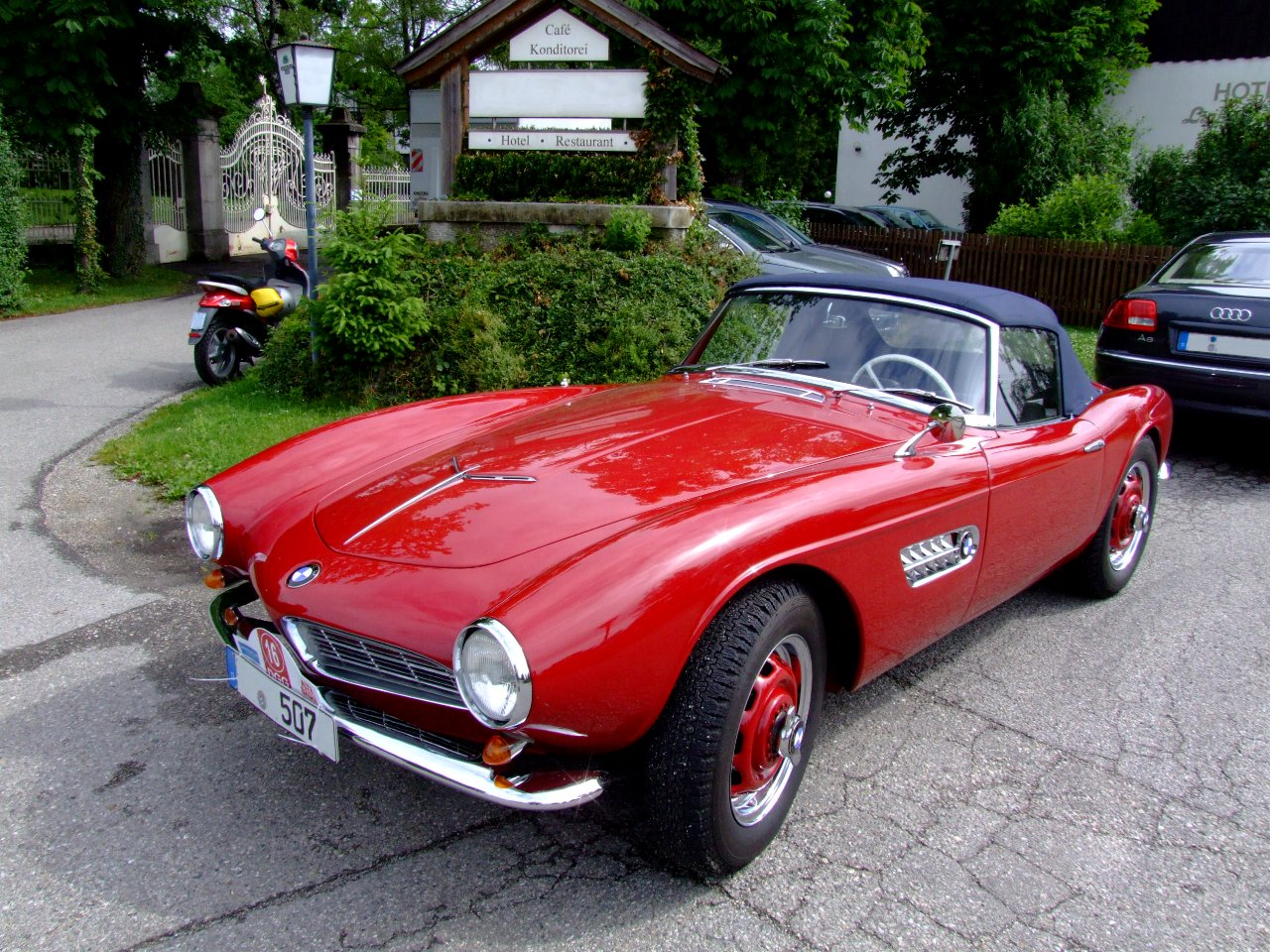
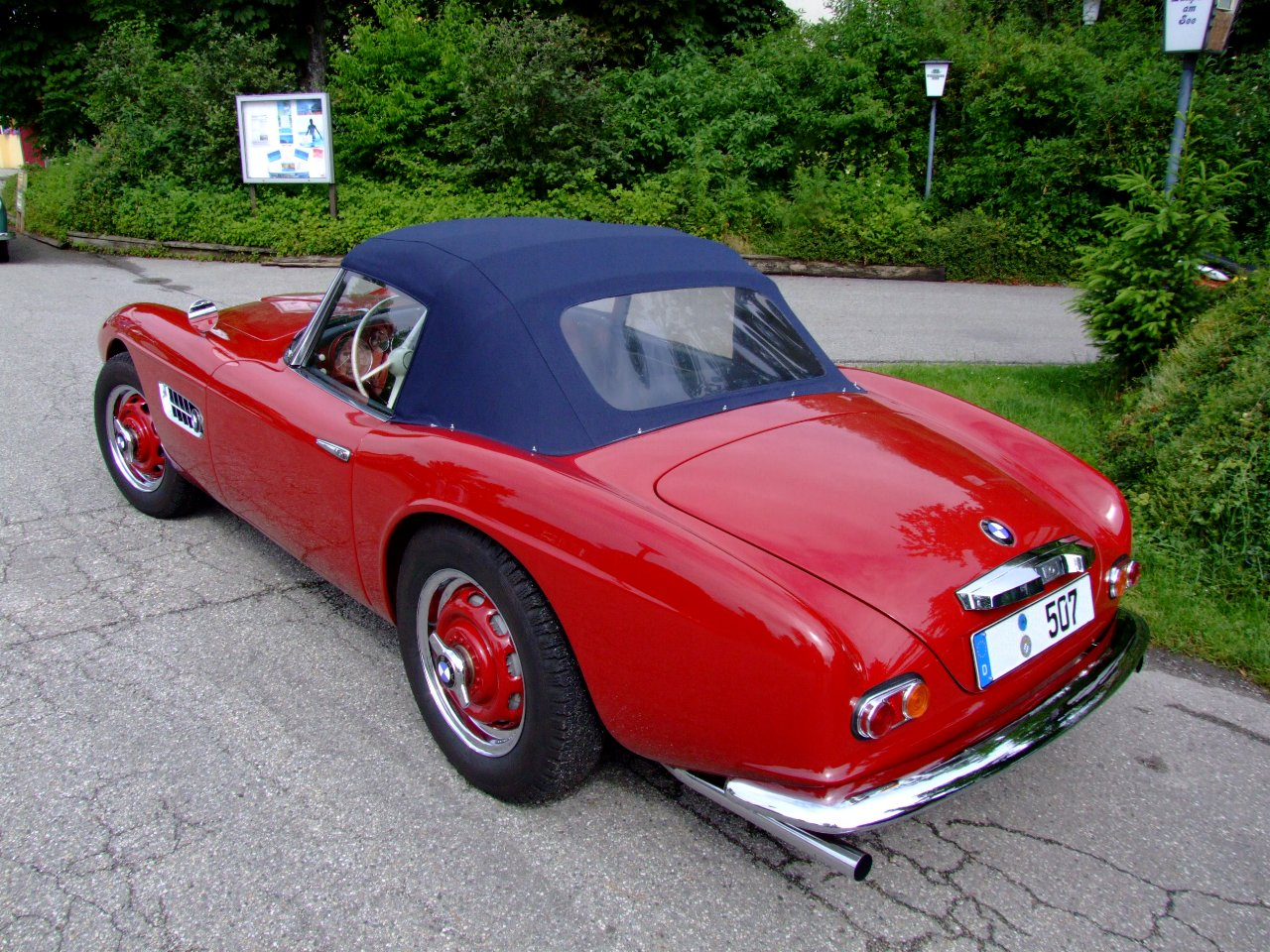

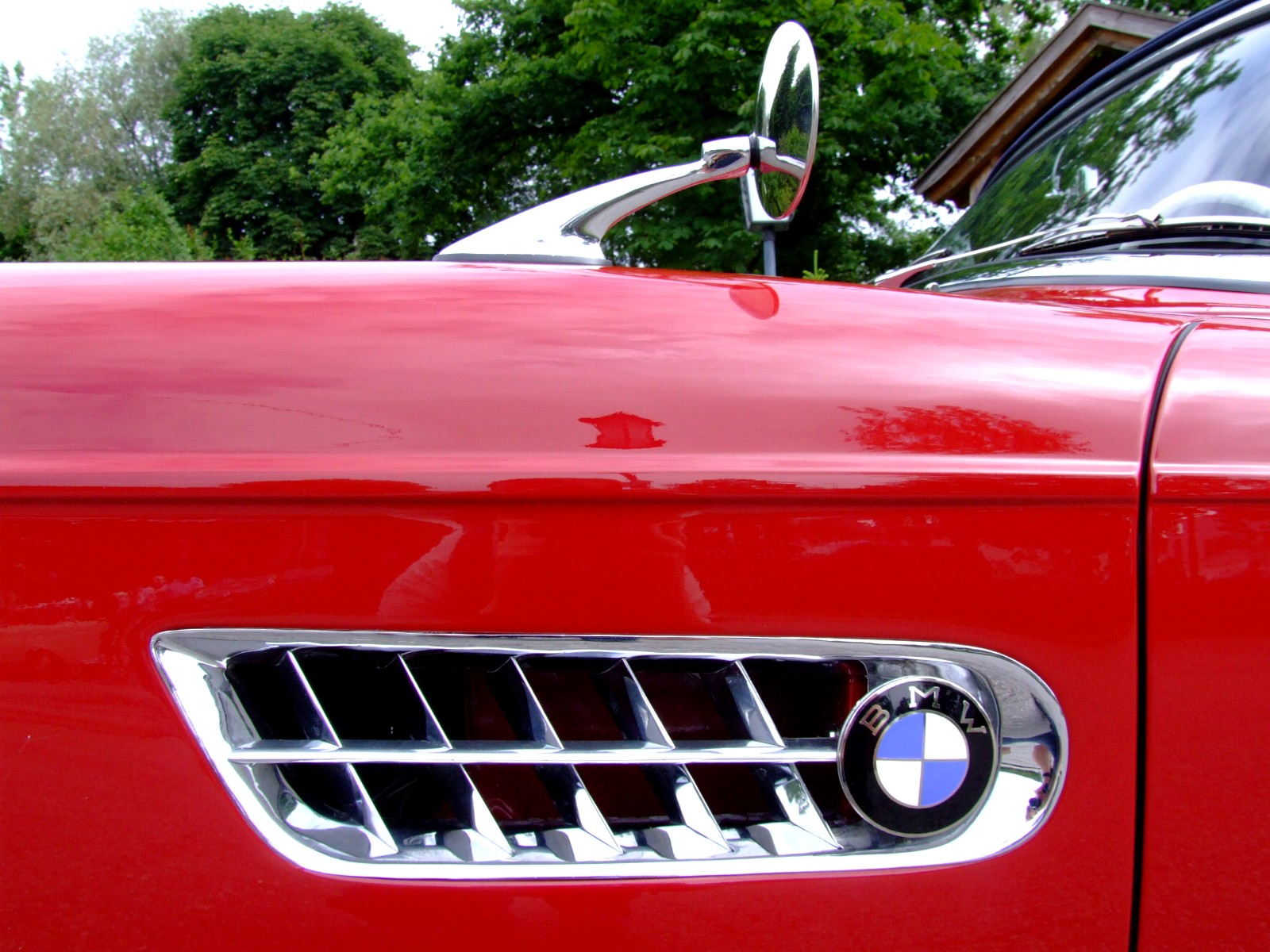
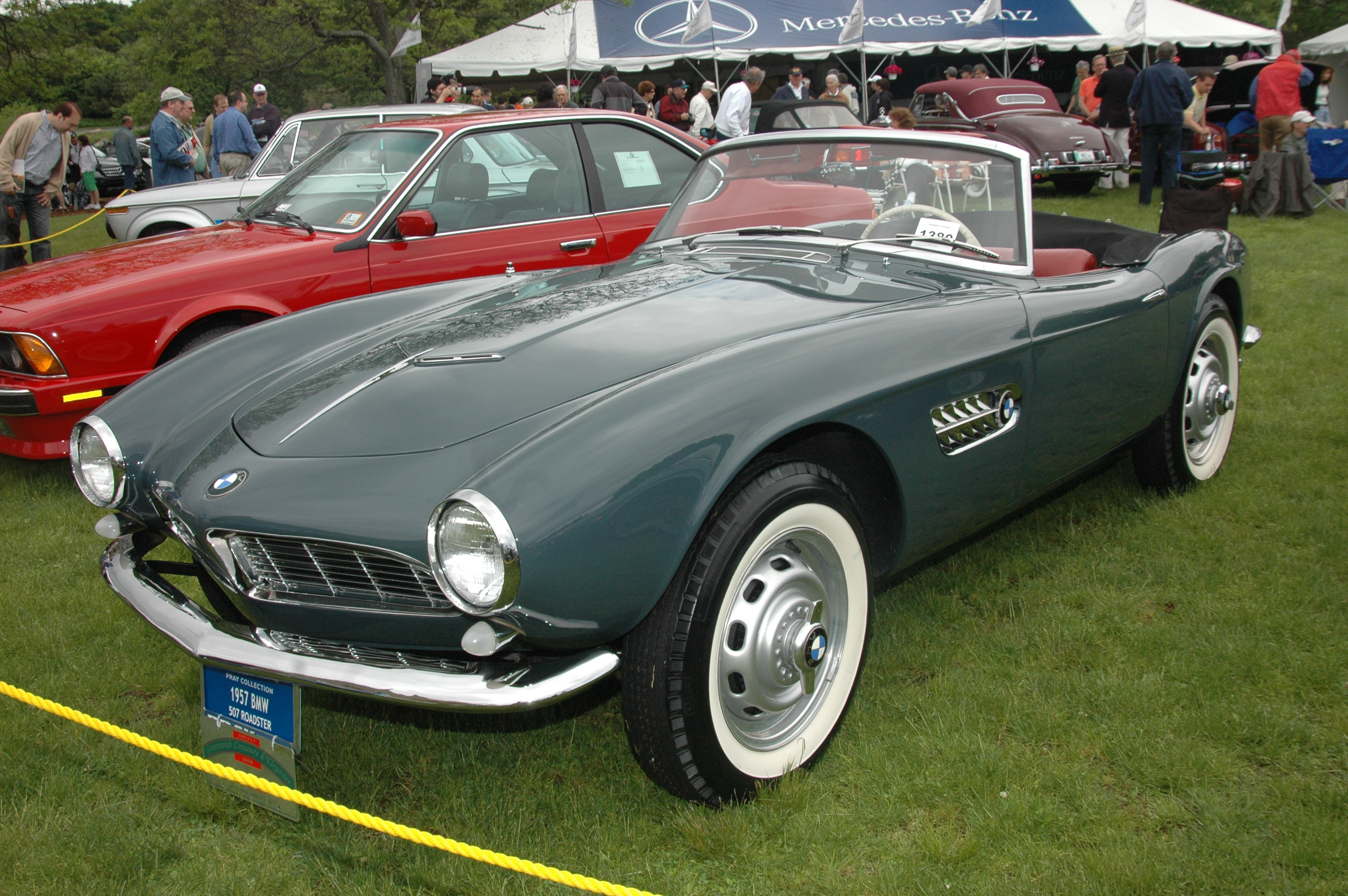
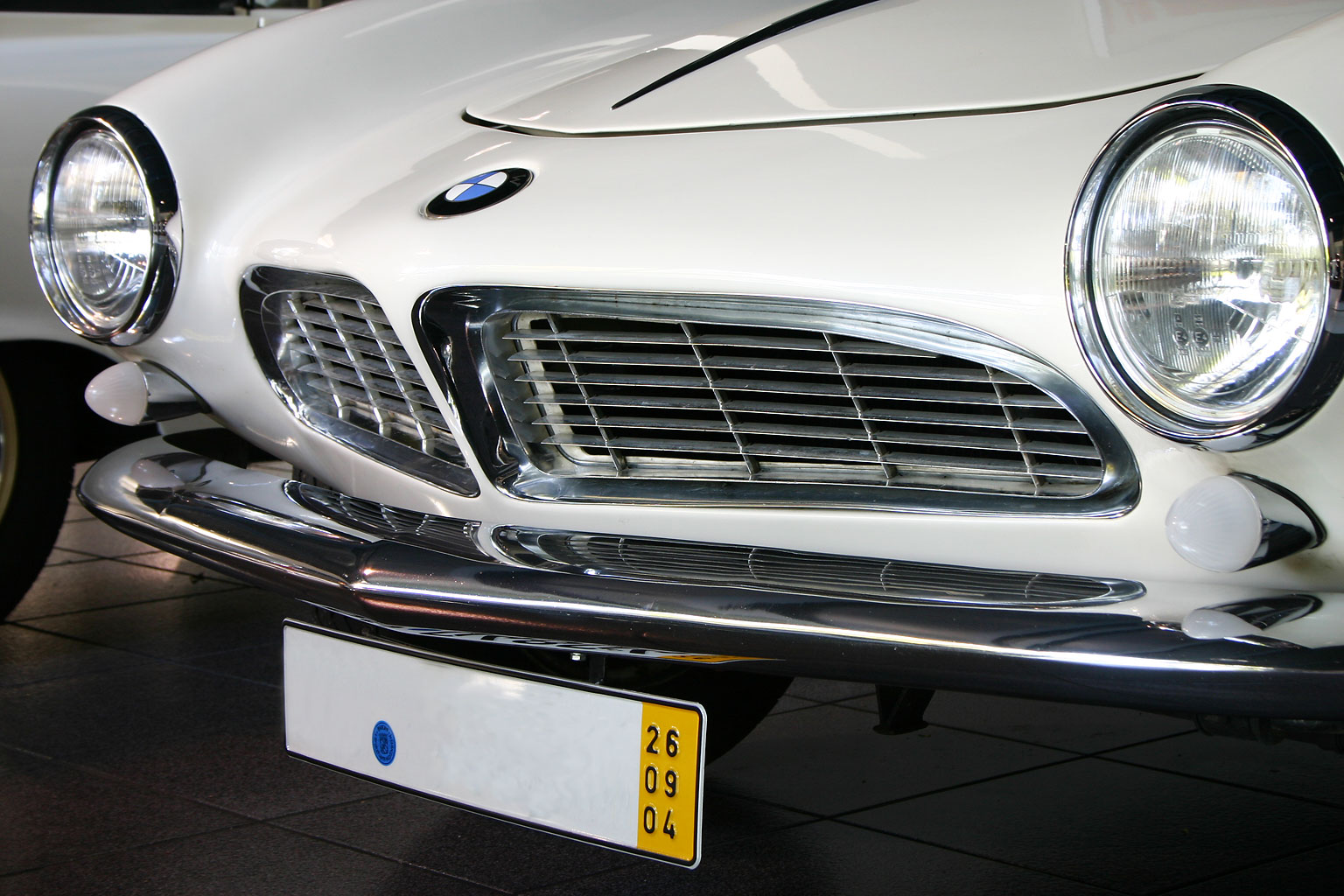

Всего было выпущено 252 машины.